# Feedback (Matthew Atherton)

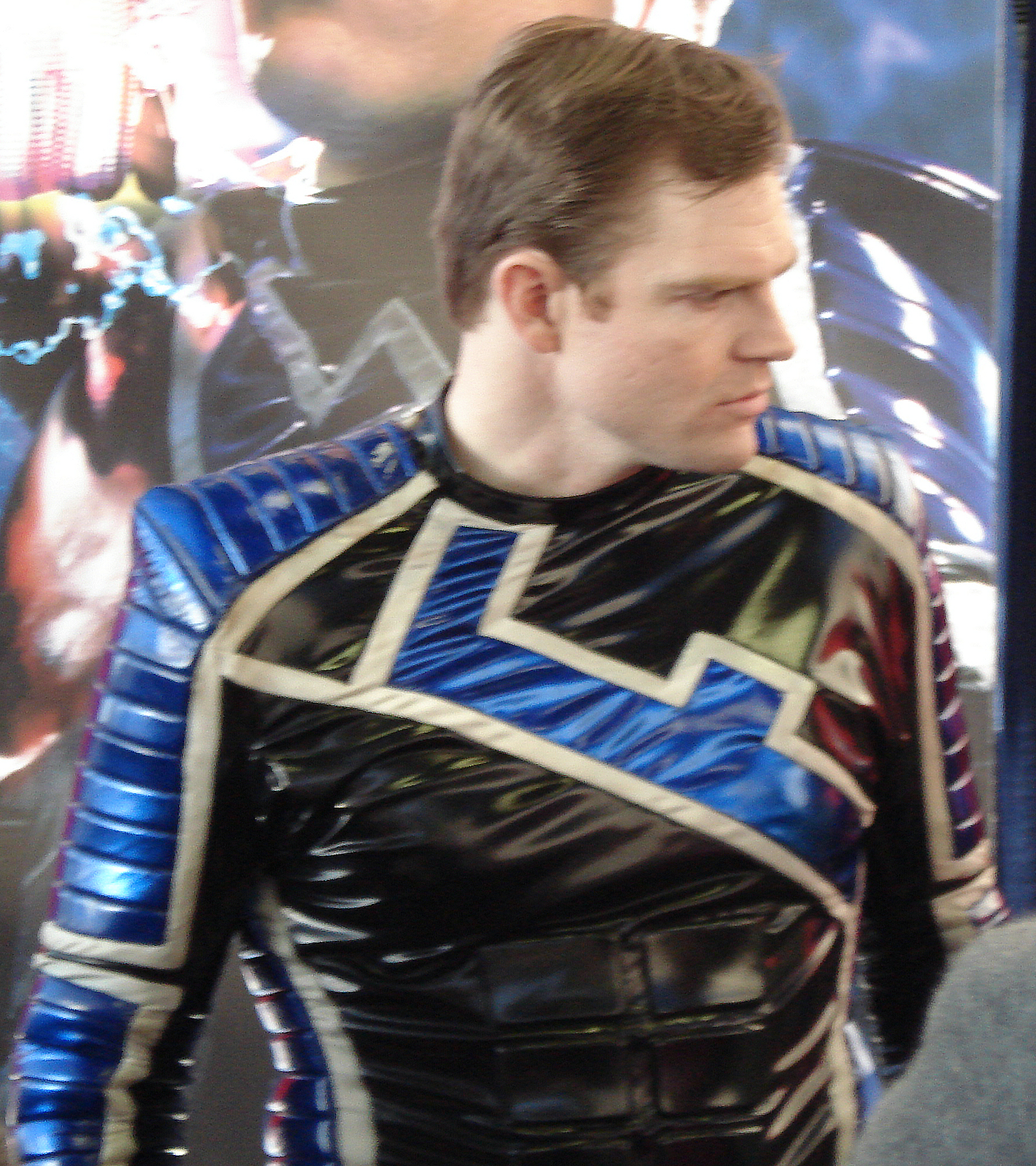
Matthew Atherton.

Feedback es un superhéroe ficticio creado y originalmente retratado por Matthew Atherton, concursante en el reality show Who Wants to Be a Superhero?. Como ganador del mismo, su personaje será a partir de entonces el héroe de un nuevo cómic de Dark Horse a ser escrito por Stan Lee y será el personaje será presentado en el canal Sci Fi. También cuenta con sus propias series de audio escritas y actuadas por él, realizadas en colaboración con el grupo de audio amateur Darker Projects.

## Historia del personaje
Tras una explosión, durante en una investigación para desarrollar computadoras orgánicas, Matthew Atherton se encuentra en un bombardeo de nanopartículas. Pronto descubriría la posibilidad de generar un escudo de retroalimentación (feedback, en inglés) capaz de anular las funciones de cualquier equipo electrónico cercano. Atherton crea entonces un traje especial que mantiene una cierta humedad, lo cual mantiene el campo controlado.
Atherton descubre también que al jugar videojuegos, puede absorber algunos atributos del personaje del mismo. Por ejemplo, si Feedback juega Prince of Persia:The Sands of Time, temporalmente adquiere la habilidad de correr por las paredes y hacer acrobacias especiales o incluso volver en el tiempo. Mediante una comunidad formada en la web, llamada "Tech Support" (Apoyo Tecnológico), Feedback gana conocimientos suficientes para usar sus poderes sabiamente.

## Equipamiento y poderes
El equipo de Feedback consiste en una gran gama de piezas tecnológicas, además de sus superpoderes.

### Equipamiento
- Traje de humedad: De alta tecnología, diseñado por el mismo Atherton, al ser activado, puede generar un campo con la misma naturaleza quebrantadora del campo de regeneración. También le permite a Feedback absorber poderes de videojuegos.
- Armadura: Al no ser a prueba de balas, el traje original de Feedback incluía una armadura corporal. El nuevo traje ahora incorpora una armadura "FlexTek" dentro del traje.
- Monitor del campo de retroalimentación: Este dispositivo de muñeca monitorea el campo de retroalimentación que le otorga a Feedback sus poderes. Puede ser activado por un comando de voz ("Game on!") para apagar el inhibidor de campo del traje, y también indica la "carga" existente antes de que el campo de retroalimentación se revierta a su normal estado quebrantador de energía.

### Poderes
- Poder de Emulación: Feedback tiene la habilidad de absorber los poderes especiales y/o habilidades de ciertos personajes de videojuegos, al jugarlos. Su traje, actúa como un adaptador que le transfiere los poderes del personaje, pero solo durante una duración limitada. Una hora de juego normalmente equivale a diez minutos de poder de emulación. Sin embargo, el uso de estos poderes acarrea ciertas consecuencias (véase debilidades).
- Campo de Retroalimentación: Si bien Feedback lo percibe más como un fastidio que como un poder, su Campo de Retroalimentación puede ser muy útil contra enemigos que confíen en los gadgets tecnológicos. El campo interrumpe completamente el equipamiento electrónico a cuatro metros a la redonda. Cualquier tipo de microprocesador cesará su operación dentro de este campo. A siete metros a la redonda, el campo producirá el mal funcionamiento de computadoras y dispositivos electrónicos. El campo está siempre activado y Feedback no tiene intenciones de controlarlo si no es en su traje. Sin embargo, el campo sí se apaga cuando está "cargado" con la emulación de algún juego.
- Ráfaga de Feedback: Feedback tiene la habilidad de generar con sus propias manos una poderosa ráfaga de energía eléctrica concentrada. La misma es extremadamente potente y su uso puede ser muy peligroso. Feedback se provee de sus poderes eléctricos para atacar a sus enemigos y nunca jamás los utiliza contra civiles.

### Debilidades
- Debilidades de Energía: Los campos de alta energía reaccionan con el Campo de Retroalimentación causándole a Feedback un increíble dolor. Las líneas de poder le provocan dolores de cabeza y las microondas, náuseas.
- Debilidades de Emulación: Feedback hereda automáticamente las debilidades del personaje que emula, y no sólo sus poderes.
- Carga de Poder: Una hora de juego continuo es la cantidad de tiempo requerido para emular poderes durante diez minutos, así que Feedback debe decidir qué jugar por la mañana, siendo su decisión muy a menudo inapropiada para los desafíos que deberá enfrentar ese día.
- Pérdida de memoria: Cuando Feedback usa un poder emulado, el esfuerzo le produce la pérdida de recuerdos al azar.
- Carga Impredecible: Si una consola de juego extranjera es usada, los resultados son siempre impredecibles, y a menudo negativos.

## Tech Support
Tech Support es una elite que provee reconocimiento y asistencia en investigación, así como también un campo de soporte donde sea requerido. A menudo investigan juegos que le han otorgado a Feedback los poderes necesarios para los retos que enfrenta. También procuran descubrir a qué se debe su pérdida de memoria y cómo recuperarla. Oficialmente son reconocidos como la mano derecha de Feedback.
Tech Support es el paralelo ficticio del club de fanes de Feedback del mismo nombre, con personajes creados por sus fanáticos. Sin embargo, y estando los derechos de Atherton en manos profesionales, estas medidas no han sido aprobadas.